# 88. nordlige breddekreds
Den 88. nordlige breddekreds (eller 88 grader nordlig bredde) er en breddekreds, der ligger 88 grader nord for ækvator. Den løber gennem Ishavet.